# Espárrago Rock
El Espárrago Rock fue un festival de rock que se celebró durante 15 años en distintas localidades de Andalucía y que supuso el primer festival masivo de música rock en España llegando a convertirse en uno de los más importantes del país y de Europa.
Además del rock preponderante, en el festival también tenían cabida otros tipos de música como la independiente, el pop, el flamenco o la electrónica.

## Historia

### Huétor Tájar
El festival nace en la localidad granadina de Huétor Tájar en 1989. El proyecto inicial presentado por el gestor cultural Francisco Cuberos al Ayuntamiento de Huétor Tájar se llamó FADESPA, Feria Andaluza del Espárrago y la Agricultura contemplaba una noche de rock pero la administración local dio el visto bueno a la Feria pero no al concierto. Sería en la 2.ª edición de FADESPA cuando el concejal de IUCA Antonio Rodríguez Vasquez logró convencer a los demás grupos políticos y al entonces Alcalde, D. Manuel Molina para que se celebrara el 1.er Espárrago Rock con los lojeños Dementes y Los Ilegales. FADESPA se celebró durante dos años más consiguiendo completar una zona de exposición cercana a dos campos de fútbol. Mientras tanto se celebraron dos ediciones más del Espárrago Rock, la del 90 con Los Enemigos y Barricada consiguiendo vender más de 5000 entradas con 35 autobuses procedentes de toda Andalucía en un pueblo de 8000 habitantes. Este fue el gran espaldarazo al primer festi de Andalucía. La 3.ª edición se celebró más recatada por miedo a otra masiva afluencia, con Love and Hate, Potato y Siniestro Total. Sin embargo, la nueva corporación municipal decidió no celebrar más FADESPA y al Festival se le dio su última oportunidad,llegando a su 4.ª edición superando la afluencia de la 2.ª, con Lagartija Nick, Reincidentes, Rosendo y Extremoduro dando por finalizado la primera parte de la historia en el reino del oro verde.

### Granada
La 5.ª edición se celebra por primera vez en Granada, en la Feria de Muestras de Armilla, dando lugar a la empresa Munster Tourin Espárrago Rock Producciones SL, que dirigida por Francis Cuberos y Antonio Rodríguez Vasquez.
El gran éxito del festival, al que cada año acudían miles de personas no solo de Andalucía sino de toda España, hizo que los organizadores se decidieran a trasladarlo a la capital, Granada. El lugar elegido para su emplazamiento fue el recinto de la Feria de Muestras de Granada-Armilla (IFAGRA) dotado de infraestructuras necesarias para acoger a no más de 15 000 personas.
A partir de su sexta edición el Espárrago se convierte en internacional con actuaciones de bandas como Sonic Youth o Terrorvision. En 1996 el festival consigue atraer a más de 20 000 asistentes y a finales de los años 90 era considerado como un evento de relevancia europeo al nivel de festivales con gran tradición como el de Reading o el de Glastonbury.

### Jerez
En el año 1999 el festival vuelve a cambiar de sede y pasa a celebrarse en el circuito de velocidad de Jerez de la Frontera donde en su primera edición reunió a más de 15 000 asistentes.
La siguiente edición, celebrada en marzo del 2000 tuvo que ser suspendida tras su primera jornada por las inclemencias meteorológicas que impidieron las actuaciones de bandas como The Cranberries que debían haber sido los cabeza de cartel en aquella ocasión.
El incidente del año 2000 obligó a la promotora a vender el 35% de las acciones el Grupo PRISA para poder hacer frente a los gastos extraordinarios de aquella edición, para poder seguir adelante con el festival. 
El festival siguió en 2001, introduciendo como principal novedad su celebración en el mes de julio en vez de en el mes de marzo. En el cartel aparecieron nombres como Aterciopelados, Beck, Fun Lovin  Criminals, Asian Dub Foundtion, Placebo, Public Enemy o Neil Young.
En 2002 Esparrago Rock trajo a Jerez nombres como Iggy Pop, Garbage, Enrique Bunbury, Amaral, Extremoduro, Sober, Lagartija Nick, Enrique Morente, Orishas, Antonio Orozco, Dover o Sunday Drivers 
En 2003, el que sería a la postre el último Espárrago Rock, trajo a Jerez a nombres de carácter nacional, a diferente de años anteriores, como  Los Planetas, Guano Apes, Rosendo, Amparanoia, Chambao, Kiko Veneno o Los Delinquentes. Adiconalmente, en su XV edición, se realizaron conciertos también en Huétor Tájar y Granada, En Jerez se logró una asistencia de público de 20.000 personas»
El 2004 el Espárrago Rock no se llevó a cabo, aludiendo la necesidad de repensar la deuda acumulada de la organización desde la edición del año 2000.

### Exposición y concierto homenaje
En 2025, se llevó a cabo una exposición en la Universidad de Granada (UGR) titulada "Espárrago Rock. A contrapelo" en la que "volver sobre la rica y compleja experiencia cultural que fue el festival internacional Espárrago Rock". La exposición planteaba un recorrido por la historia y el impacto de uno de los festivales más emblemáticos de España para subrayar su papel como catalizador cultural, económico y social, y su capacidad para proyectar a Granada y Andalucía en el panorama internacional.
Aprovechando dicha circunstancia, se celebró un concierto homenaje el sábado 29 de marzo en el recinto ferial de Huétor Tájar. En el mismo se recordó a su fundador Francis Cuberos, fallecido en 2023, y contó con la participación de bandas vinculadas al Espárrago Rock como Reincidentes, Eskorzo, Amparanoia, TNT, La Selva Sur, La Tarambana, Berrinches, Henryl y Tatamka, además de contar con la colaboración de Juan Pinilla. Todo lo recaudado en el mismo se donó a la Fundación UAPO (Unidad de apoyo a Pacientes Oncológicos).

## Espárrago Verde
En 2004 localidad de Huétor Tájar creó la Fiesta del Espárrago Verde para recuperar un festival de música en la localidad, celebrando conciertos y diversas actividades paralelas.
En la edición de 2011 tocaron entre otros; Kiko Veneno, Eskorzo, Aterciopelados, Arístides Moreno y la banda Dark Warriors.